# Leonberg
Leonberg (phát âm tiếng Đức: [ˈleːɔnˌbɛrk] ⓘ; Bản mẫu:Lang-swg) là một thị trấn thuộc bang Baden-Württemberg, Đức. Nơi đây nằm cách Stuttgart khoảng 16 km (10 mi) về phía tây.